# 나를 만나기 전 그녀는
《나를 만나기 전 그녀는》(영어: Before She Met Me)은 줄리언 반스의 1982년 장편소설로, 그의 두 번째 작품이다. 부인의 과거에 대한 억누를 수 없는 질투에 사로잡힌 한 남자의 이야기다. 결혼 제도의 몰락을 당연한 것으로 여기는 사회와 인간의 비극을 그리며, 사랑과 질투, 사실과 허구 간의 상관관계를 조명한다. 대한민국에는 1998년 문학동네에서 '그녀가 나를 만나기 전'이라는 제목으로 출간되었다가, 이후 2006년 열린책들에서 신재실 번역으로 재출간되었다.